# Náin hijo de Grór

Náin de las Colinas de Hierro es un personaje ficticio del legendarium del escritor británico J. R. R. Tolkien. Náin fue el  enano que comandó las tropas de las Colinas de Hierro durante la  Batalla de Azanulbizar . Es descendiente del linaje de Durin, hijo de Grór y nieto de Dáin I. Su padre fue el fundador del Reino Enano de las Colinas de Hierro. Nació en las Colinas de Hierro en el 2665 de la Tercera Edad y murió en 2799 T. E. en la Batalla de Azanulbizar , él fue asesinado por el orco Azog, el mismo que mató a su tío Thrór . Sus tropas y su liderazgo fue decisivo durante la batalla que dio a los enanos una decisiva victoria sobre los trasgos. Su hijo, el famoso Dáin II, no respaldó a su tío, Thráin II, en la idea de reconquistar Moria. Aunque no llegó a reinar, se le considera como rey de las Colinas de Hierro ya que su padre, el rey Grór, ya estaba muy mayor y era él quien realmente gobernaba en las Colinas de Hierro. Le sucedió su hijo Dáin II.
- Datos: Q6047337